# Cusiala boarmioides
Cusiala boarmioides är en fjärilsart som beskrevs av Moore 1888. Cusiala boarmioides ingår i släktet Cusiala och familjen mätare. Inga underarter finns listade i Catalogue of Life.